# Martabanský záliv
Martabanský záliv (barmsky မုတ္တမပင်လယ်ကွေ့) je severní část Andamanského moře. Záliv omývá břehy jižního Myanmaru a je pojmenován podle přístavního města Mottama (dříve známého jako Martaban). Vlévají se do něj řeky Bago (Rangún), Iravádí (východní rameno), Salwin, Sistaun.
Charakteristickým rysem Martabanského zálivu je, že na jeho pobřeží probíhá příliv a odliv. Příliv a odliv se pohybuje v rozmezí 4–7 metrů, přičemž největší amplituda přílivu je na „Sloním mysu“ v západní části Martabanského zálivu.
Během skočného přílivu, kdy se amplituda přílivu pohybuje kolem 6,6 metru, pokrývá zakalená zóna plochu více než 45 000 km², což z ní činí jednu z největších trvale zakalených zón světového oceánu. Během hluchého přílivu, kdy je rozsah přílivu a odlivu 2,98 metru, klesá plocha vysoce zakalené zóny na 15 000 km². Okraj vysoce zakalené zóny se s každým přílivovým cyklem posouvá o téměř 150 km.
V roce 2008 bylo zjištěno, že oblast je bohatá na ložiska ropy. Od roku 2014 se zde těží ropa v rámci projektu "Zawtika development project", mezinárodního konsorcia amerických, britských, francouzských, čínských, thajských, indonéských (PT Gunanusa) a indických ropných a stavebních společností, které hledají ropu v ložiskových oblastech M7, M9 a M11.